# Hrgud (Republika Serbska)
Hrgud (cyr. Хргуд) – wieś w Bośni i Hercegowinie, w Republice Serbskiej, w gminie Berkovići. W 2013 roku liczyła 132 mieszkańców.